# Glenea luctuosa
Glenea luctuosa là một loài bọ cánh cứng trong họ Cerambycidae.